# 波爾特 (科明捷爾尼夫西克區)
46°43′36″N 31°0′18″E / 46.72667°N 31.00500°E
波爾特（烏克蘭語：Порт）是位於烏克蘭西南部的村莊，由敖德萨州敖德萨区的維濟爾卡市鎮負責管轄。該村始建於1932年，面積0.58平方公里，海拔高度50米，2001年人口290，人口密度每平方公里500人。